# آبي هاتشينسون باتون
آبي هاتشينسون باتون (بالإنجليزية: Abby Hutchinson Patton)‏ (29 أغسطس 1829 - 24 نوفمبر 1892)؛ مغنية، كاتِبة وشاعرة أمريكية.

## روابط خارجية
- آبي هاتشينسون باتون على موقع الموسوعة البريطانية (الإنجليزية)
- آبي هاتشينسون باتون على موقع ميوزك برينز (الإنجليزية)